# Beleg van Metz (1552)

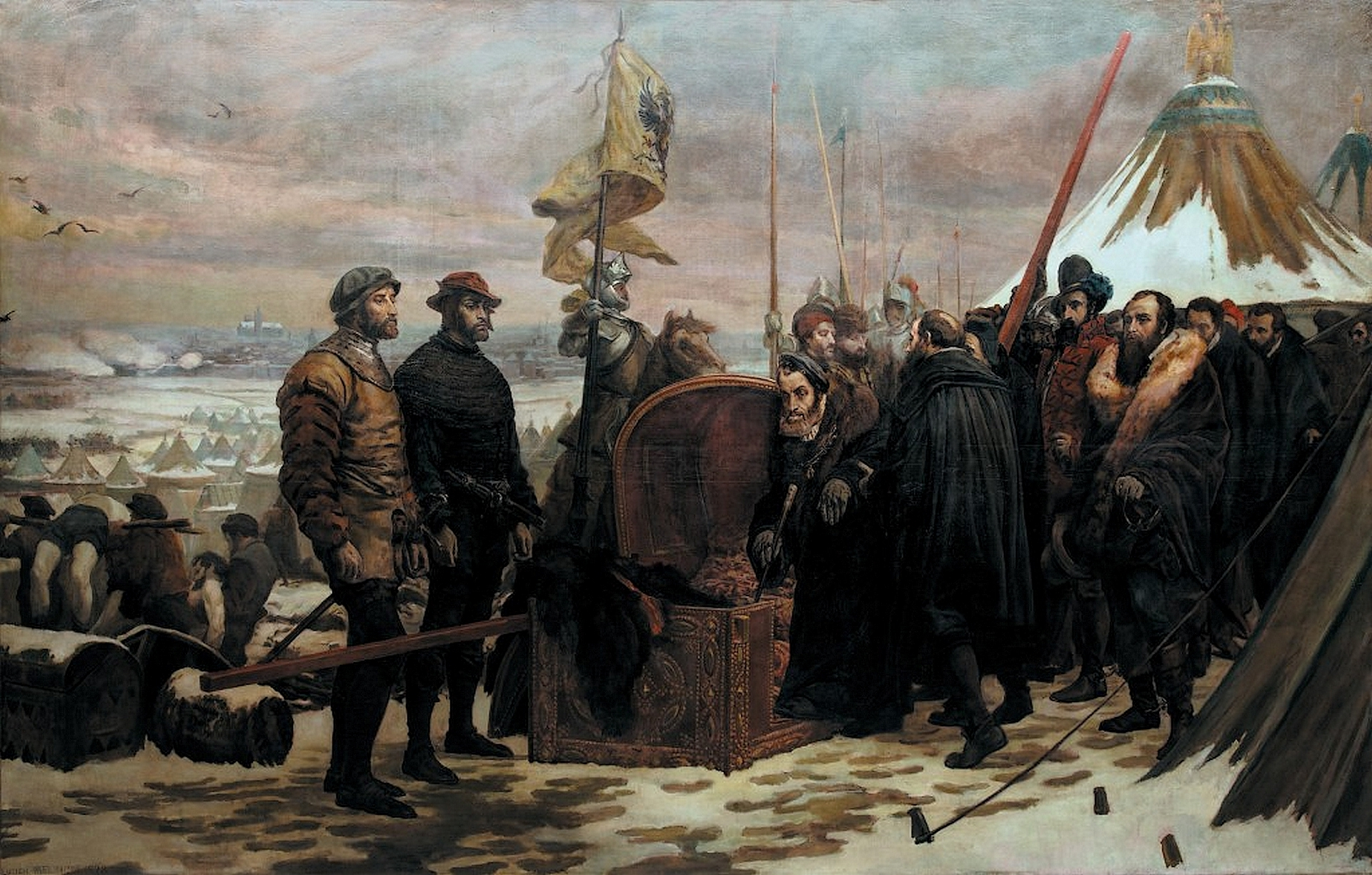
Het lichten van het Beleg van Metz in 1553 (naar Lucien-Étienne Mélingue, 1878)

Het Beleg van Metz van 19 oktober 1552 tot 1 januari 1553 was een mislukte poging van de keizerlijke troepen van Karel V om de stad Metz te heroveren op de Fransen. Voor Karel was het een ontgoocheling die bijdroeg aan zijn aftreden een paar jaar later. Met Metz verloor het Heilig Roomse Rijk zijn grootste Franstalige stad, al zou het dat pas in 1648 met de Vrede van Westfalen erkennen.

## Context

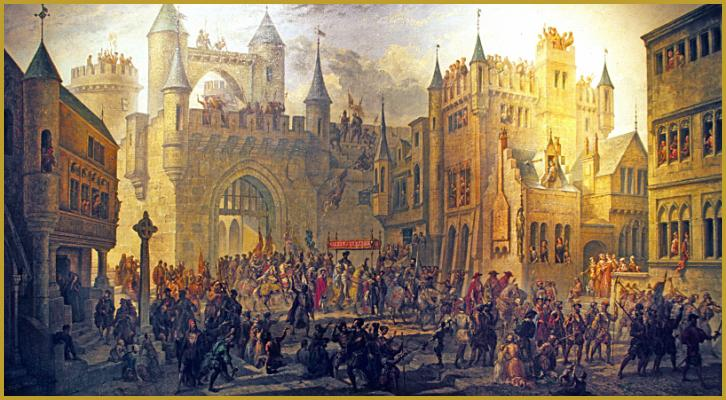
Intocht van Hendrik II in Metz (Auguste Migette, 1864)

Terwijl Karel V in Italië de krachten mat met Hendrik II, bleef de godsdienstkwestie zijn rijk verscheuren. Lutherse vorsten kregen van de nochtans katholieke Franse koning Hendrik II in oktober 1551 een geheime alliantie aangeboden: hij zou hun een maandelijkse toelage geven om de strijd aan te gaan en zelf zou hij voor afleiding zorgen door Trois-Évêchés en de Habsburgse Nederlanden binnen te vallen. In ruil moesten ze zijn kandidatuur voor de keizerskroon steunen. Dit pact, dat het volgende jaar werd bekrachtigd door het Verdrag van Chambord, bleef niet verborgen, maar Karel verzuimde tegenmaatregelen te nemen en had geen antwoord toen Hendrik optrok naar de Franssprekende gebieden van zijn Rooms-Duitse rijk.
Onder het bevel van connétable Anne van Montmorency namen Franse troepen de prinsbisschoppelijke steden Toul en Metz zonder weerstand in. In Metz hadden francofiele schepenen uit de paraiges de poorten geopend, tot onvrede van de bevolking. Hoewel de intocht van Hendrik op 18 april 1552 een vreugdeloze aangelegenheid was, hadden de mannen van Montmorency de stad stevig in handen. Hendrik liet 3400 soldaten achter in Metz en zette zijn inval verder richting Rijn. Straatsburg weerstond hem, zodat hij op 20 mei omkeerde en Verdun bezette, alvorens terug te keren naar Frankrijk. Zo eindigde de chevauchée d'Austrasie of de Voyage d'Allemagne van Hendrik.
Het Franse affront kon keizer Karel niet laten passeren. Hij bracht op 11 september een leger in het veld om de verloren steden te heroveren. Advies van zijn zus Maria dat het al laat in het seizoen was om zo ver van huis een grootschalig beleg te slaan, sloeg hij in de wind. Het zou de slechtste strategische beslissing van zijn regering worden.

## Voorbereidingen

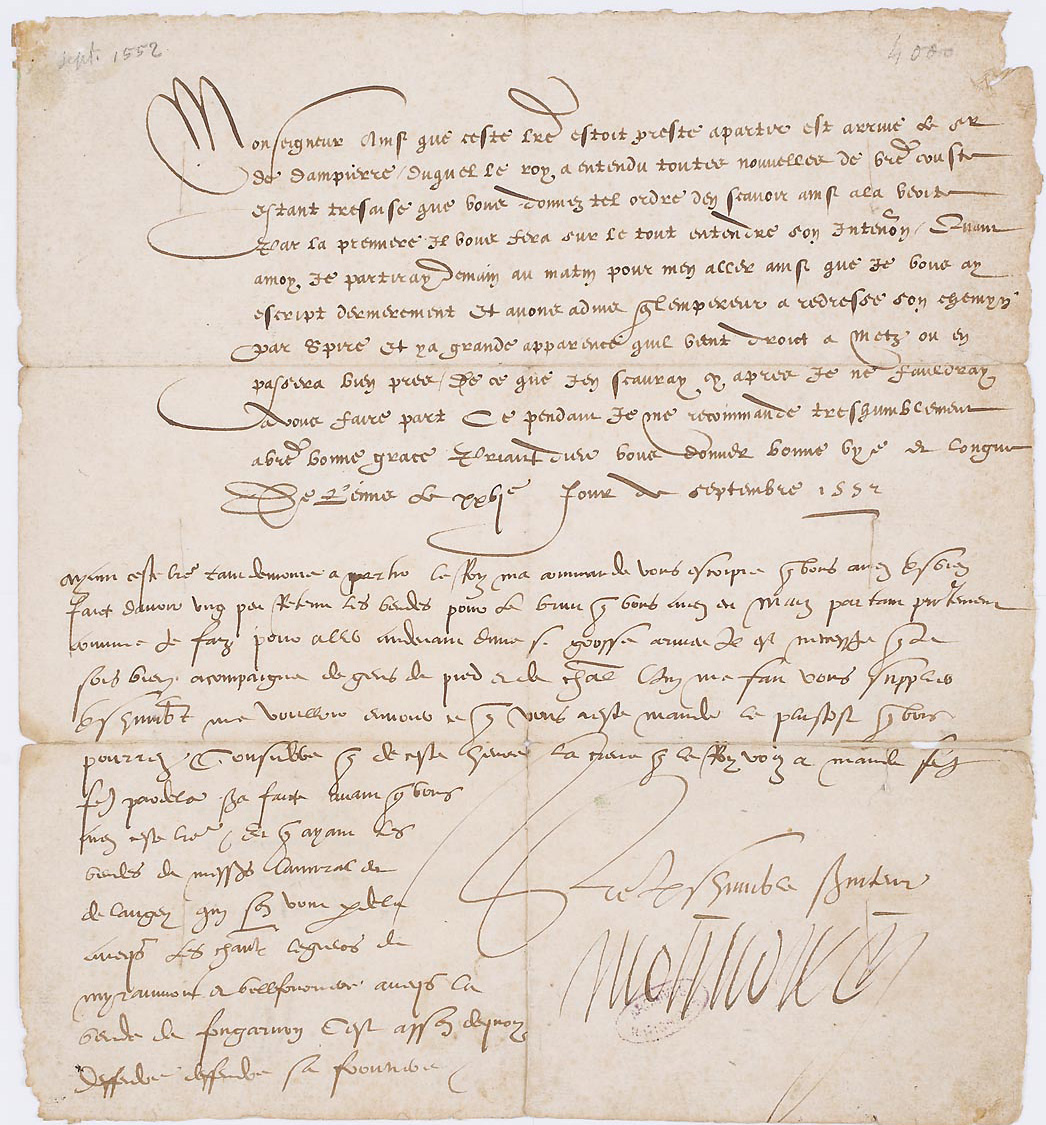
Brief met een vraag van Montmorency om versterking

Nochtans begon de campagne met goed nieuws, want door het Verdrag van Passau van 2 augustus ging de lutherse markgraaf Albert van Brandenburg over naar het keizerlijke kamp. Niet alleen vormden diens 12.000 manschappen geen bedreiging meer, ze waren een welkome aanvulling op zijn eigen leger, dat in slechte staat verkeerde. Op 23 oktober bereikten de keizerlijke troepen Thionville en Boulay. Begin november installeerden 50.000 keizerlijken, gewapend met 100 à 150 kanonnen, zich in de buitenwijken van Metz. Een plan van Sébastien Leclerc toont hoe de stad omsingeld was door een bijna ondoordringbare ring van legerkampen: de Brabanders en de Italianen in het noordoosten, de Duitsers en de Tsjechen in het oosten en het zuidoosten, de Spanjaarden en de keizerlijke artillerie aan de zuid- en zuidoostzijde, en de troepen van Brandenburg in het noordwesten.
De verdediging van de stad was door Hendrik op 17 augustus toevertrouwd aan luitenant-generaal Frans van Guise. Deze had drastische voorbereidingen getroffen: vijf voorsteden, waaronder Saint-Arnould en Saint-Thiébault, waren met de grond gelijk gemaakt, net als ongeveer veertig kerken en kloosters buiten de muren. Op bevel van Guise werd ook een aarden artilleriebolwerk aangelegd aan de kant van Bellecroix en een gracht gegraven langs de Seille. Voorts legde hij grote voorraden aan en stuurde hij op 21 oktober de inwoners weg uit de stad. Het garnizoen dat de belegering moest afslaan, bestond uit bijna 7000 man, waaronder 1000 genietroepen en 700 ruiters.

## Beleg

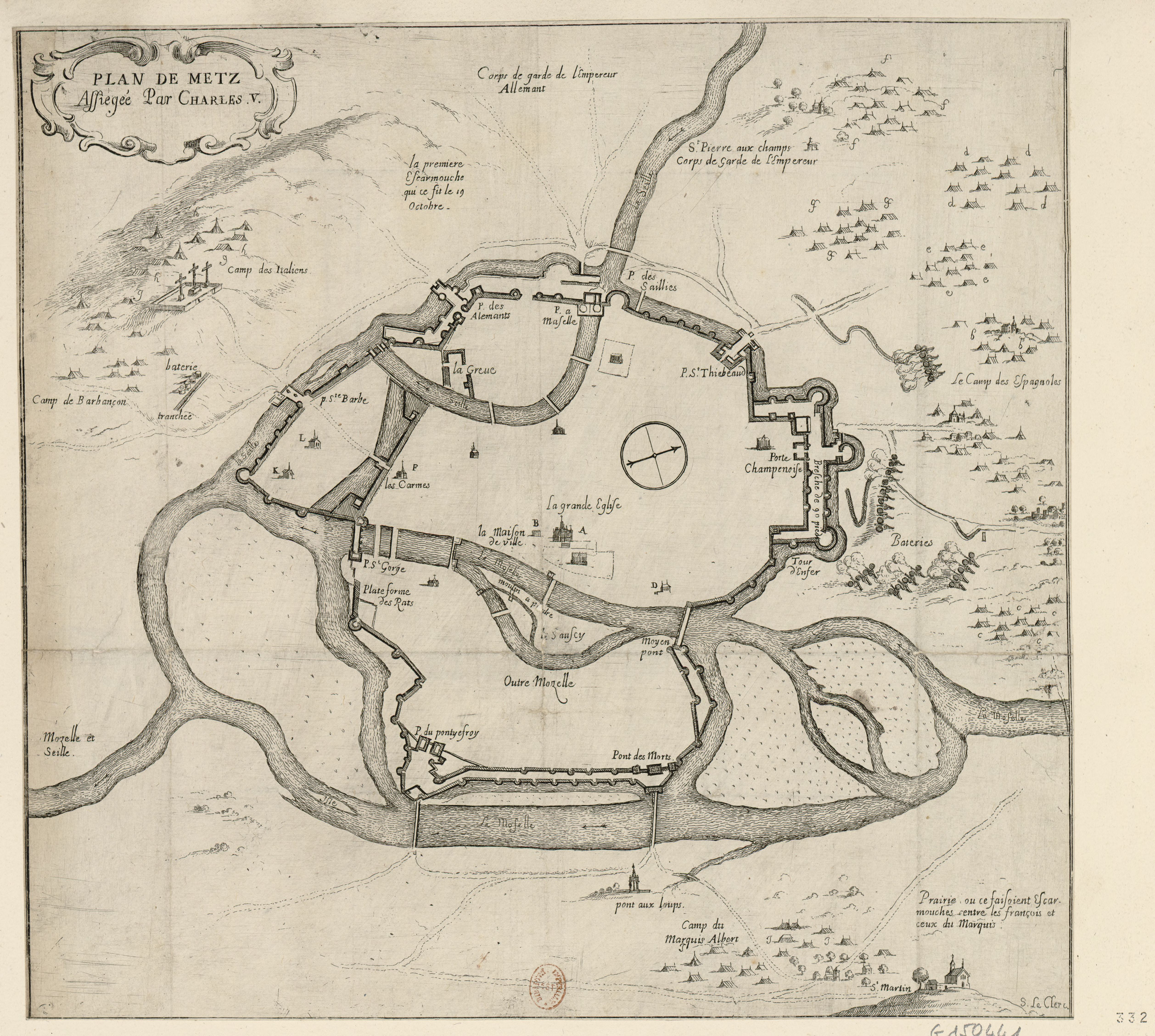
Plan van het beleg (Sébastien Leclerc, 1665)

De voorhoede van Karels leger, aangevoerd door de hertog van Alva, had op 19 oktober een eerste schermutseling. Begin november begon de keizerlijke artillerie met het bestoken van de zuidoostelijke kant van de vestingwerken. Het bombardement verhevigde op 9 november 1552 met de terugkomst van de keizer, nadat hij zijn jicht in Thionville had verzorgd. De Franse cavalerie, die numeriek niet moest onderdoen voor de keizerlijke, waagde elke dag uitvallen. Op 17 november werd een bres van ongeveer 25 meter geslagen nabij de Serpenoise-poort, maar de Franse artillerie was nog steeds in positie, waardoor de soldaten geen stormloop wilden uitvoeren. Iets meer naar het westen beschadigde het kanonvuur op 27 en 28 november een stuk wallen over een lengte van driehonderd meter, maar de belegerden haastten zich om het onmiddellijk te versterken.
Elke dag werden een 300 kanonskogels afgevuurd, in totaal bijna 15.000, zonder dat een doorbraak kon worden geforceerd. De naderingsmijnen die door Karels genie werden gegraven, leverden evenmin resultaat op, omdat het land doorweekt was door neerslag en grondwater. Na bijna twee maanden strijd leden de keizerlijke troepen, bestaande uit Duitsers, Spanjaarden, Italianen, Tsjechen, Walen en Vlamingen, aan tyfus, honger en kou. Deserties werden talrijk, de mortaliteit liep uit de hand. Op advies van Antoine Perrenot de Granvelle hield de keizer het beleg vol, maar de situatie werd zodanig ernstig dat zijn leger desintegreerde onder zijn ogen. Anders dan zijn voorvader Karel de Stoute verliet hij zijn onbezonnen winterexpeditie levend. Geërgerd en ziek lichtte hij op 22 december het beleg, instructies gevend aan een perplexe Alva om geen soldij te betalen. Op 1 januari verliet hij het Château de la Horgne
(fr) en de volgende dag was Karel in Thionville, waar zieken en gewonden werden achtergelaten. De laatste keizerlijke troepen verlieten op 9 januari hun posities bij Metz. Ze werden door de Fransen gespaard.

## Nasleep
Daarmee was de Franse heerschappij over Metz een feit, al zou het nog bijna een eeuw duren vooraleer deze feitelijke bezetting van de vrije rijksstad in rechte werd erkend. In de stad werd een sterk garnizoen gelegerd en vanaf 1556 een machtige citadel gebouwd.

## In de schilderkunst
In de 19e eeuw hebben Franse schilders enkele historiestukken gemaakt over het beleg van Metz. Met name het opheffen van het beleg werd weergegeven door Eugène Devéria (1837, Kasteel van Versailles) en door Lucien-Étienne Mélingue (1878, Musée des Beaux-Arts de Dijon).

## Voetnoten
1. ↑  Geoffrey Parker, Emperor. A New Life of Charles V, 2019, p. 430
2. ↑  Geoffrey Parker, Emperor. A New Life of Charles V, 2019, p. 442. Gearchiveerd op 1 juni 2023.